# Nova Kasaba
Nova Kasaba (cyr. Нова Касаба) – wieś w Bośni i Hercegowinie, w Republice Serbskiej, w gminie Milići. W 2013 roku liczyła 404 mieszkańców.